# 18人の音楽家のための音楽
『18人の音楽家のための音楽』（英: Music for 18 musicians ）は、スティーヴ・ライヒが作曲した、ミニマル・ミュージックの楽曲。彼の作品の特徴である、一定のパルスやリズムの繰り返しと変化によって曲を構成する手法を使っているが、それまでに発表した作品に比べると大規模な編成が要求される。なお、初期の作品に見られた、リズムをわずかにずらしていく「フェイズ・シフティング」はこの作品では用いられていない。

## 作曲時期
1974年5月から1976年3月にかけて作曲された。この作品の再録はブージーアンドホークスのスコア序文18頁に記されている通り、1999年のグラミー賞小アンサンブル最優秀録音賞を受賞している。

## 初演と出版
1976年4月24日、ニューヨークのタウンホールにおいて「スティヴ・ライヒ・アンド・ミュージシャンズ」（Steve Reich and Musicians ）によって世界初演が行われ、2年後の1978年には同団体によってレコーディングも行われた。しかし、フルスコアが未出版のままであったため、彼のアンサンブル以外にこの曲を演奏できる団体は無かった。この作品は1994年までは音源だけで知られていた。
しかし、1995年、当時コーネル大学院生であった作曲家マーク・メリッツ（Marc Mellits ）が「18人」に関する博士論文を書くためにライヒからパート譜とオリジナル音源を借りうけ、1997年にフルスコアを完成させた。このフルスコアと新しいパート譜はブージー・アンド・ホークス社から出版され、この版に基づいてアンサンブル・モデルンが演奏・録音を行った。

## 編成
以下のパートを18～22人で演奏する。タイトル通りの18人で演奏するためには複数の楽器を掛け持ちする必要がある。
- クラリネット（バスクラリネット持ち替え）2
- ヴィブラフォン1
- シロフォン2
- マリンバ3
- ピアノ4
- 女声4
- ヴァイオリン1
- チェロ1
- マラカス2　　セクションVI～VIIIで使用される。

第3ピアノと第4ピアノは部分的に連弾になる。また、第3マリンバは一つの楽器を最大で3人で叩く場面がある。
4人の女声
は、マリンバを模したシラブル（doo doo doo････）、もしくは弦楽器を模したシラブル（ee････）で歌われる。
シロフォン、マラカス以外のパートは、必要に応じてマイクを使用する（ホールの規模による）。

## 演奏時間
スコアでは約55分、公式ブージーアンドホークスサイトでは約58分となっているが、反復の回数が多ければ1時間を超える。

## アンサンブルの手法
指揮者なしのアンサンブルで演奏されるが、ミニマル・ミュージックの常套手段である反復が基本となっており、パターンやセクションの移り変わり、フェードアウトの開始、新しいモチーフの開始は全てプレイヤーの合図（ cue ）によって行われる。特に重要な役割を与えられているのがヴィブラフォン奏者と第1クラリネット（バスクラリネット）奏者である。ヴィブラフォン奏者は聴覚による合図、第1クラリネット奏者は視覚による合図を全プレイヤーに送る。これらの合図は楽譜に記されているが、「セクション」の開始部分のように、これ以外のプレイヤーの動きが重要な役割を担っている場合もある。このようなアンサンブルの手法はインドネシアのガムランや、西アフリカのパーカッションアンサンブルから学んだものである。

### ヴィブラフォンの合図
"repeat until cue "（合図があるまでリピート）という指示がある部分で、同じパターンの反復が持続される。この反復パターンにのって、ヴィブラフォンが2～4小節前後のモチーフを演奏し、その最後の音に合わせて全プレイヤーが一斉にパターンを変更する。

### クラリネット（バスクラリネット）の合図
楽器を上げ下げする動作によって視覚的な合図を送る。全プレイヤーはこの動きに注視し、パターンを変更する。

## 構成
全体は13のセクションから構成され、「パルス（Pulse）」・「セクション（Sections ） I 〜 XI 」・「パルス」の3部分に大別できる。「パルス」は1/4拍子、「セクション」は3/2＝6/4拍子。テンポは最初から最後まで一定である（四分音符＝204～210）。調性は基本的にイ長調・嬰ヘ短調で、セクションVだけがホ長調に転調する。

### パルス
「パルス」では反復によって引き伸ばされた11種類の和音が提示される。1つの和音につき、楽器ごとにタイミングをずらしたクレッシェンド・デクレッシェンド（＜ f ＞）の大きな波が2回行われる。ここで重要になるのは、バスクラリネットと女声のブレスの長さであり、鍵盤楽器や弦楽器はこれらのブレスを感じて演奏しなくてはならない。1つの和音から次の和音への切り替わりは全て第1バスクラリネット奏者の視覚的合図によって行われる。11番目の和音を提示した後、冒頭の和音に戻り、「セクション」の始まりを準備する。

### セクション
第3マリンバと第3ピアノが新しいモチーフを開始し「セクション」に入る。ここから始まるI～XIの11のセクションには、「パルス」で提示された11の和音がそれぞれ対応しており、同一の和音上で音楽が展開される。各セクションは「たけやぶやけた」式のアーチ型構造、もしくは次のセクションへの推移となっている。セクションの移り変わりはほとんどがヴィブラフォンの聴覚的合図によって行われ、セクションVの入りとセクションXの入りだけがバスクラリネットの合図によって示される。

### パルス
セクションXIから引き続き、「パルス」が再現されるが、クレッシェンド・デクレッシェンドの波の頂点は f ではなく mf になっているため音楽の表情は冒頭のものと異なる。最後は［バスクラリネットと女声］→［チェロと第4ピアノ］→［第1、第2ピアノ］→［第1、第2マリンバ］の順に消えて行き、唯一残ったヴァイオリンのパルスがフェードアウトして曲全体を閉じる。